# 緑風荘
緑風荘（りょくふうそう）は、岩手県二戸市金田一の温泉郷にある旅館、および通信販売「有限会社 えんじゅ」、「株式会社 座敷わらし」を運営している会社。その他、ファンクラブ真白乃会事務局(旧ファンクラブの亀麿会は本家と分離して個別活動)、亀麿神社の管理・維持を行っている。
宿泊のほか日帰り入浴も可能。低張性弱アルカリ低温泉。単純温泉（ラジウム温泉）。300年以上前、南部藩の湯治場だったことから「侍の湯」と呼ばれていた。

## 概要
座敷わらしの出没する宿として著名。
座敷わらしの名前は亀麿（かめまろ）と呼ばれ、宿では物の怪としてではなく先祖の守り神（精霊）として同施設内に亀麿神社(わらし神社)をつくり祀っている。ご神体は水晶で例大祭は毎年9月28日に行われる。
今日まで多くの著名人が宿泊し、昨今でも幅広いメディアで取り上げられている。
本館と別館で構成され本館母屋の奥座敷「槐（えんじゅ）の間」に座敷わらしの目撃例が多く文化人・著名人が多く宿泊する。
新館（別館）は予約なしで宿泊できることが多い。「槐の間」だけでなく館内いたるところでの目撃例が多く、新館の部屋にも姿を見せることもある。座敷わらしのほうから人を選ぶといわれ、必ずしも「槐の間」に出現するわけではない。
宿泊以外に「槐の間」見学も可能で、お供え品などの奉納も多かった。
2009年（平成21年）10月4日に起きた火災で、座敷わらしを祀る中庭の亀麿神社以外が全焼。従業員・宿泊客は全員無事だったが、営業停止状態となった。その後2015年10月に新しい本館の建設が始まり、2016年4月に竣工、同年5月14日より営業を再開した。

## 緑風荘における座敷わらし伝承
1300年（南北朝時代）、南朝の武将が北朝（足利尊氏）方との戦いに敗れ落武者となり大和国（現・奈良県）から武蔵国五日市（現・東京都あきる野市）に落ち延びこの地名を苗字とした。しかし、この地は関東の勢力範囲内でそこから更に陸奥国（金田一）に落ち延びる。この時6歳と4歳の男の子がおり、金田一までの旅路で兄の亀麿（かめまろ）は病にかかり死去する。死の床で「末代まで家を守り続ける」と言い息を引き取った。
この亀麿の霊が奥座敷「槐の間」に棲みつき「家の守り神」となり、時々客人に姿を見せたり悪戯をするようになったと言い伝えられている。この部屋に泊まり座敷わらしに出会えると驚くほどの幸運に恵まれ男は出世し、女は玉の輿にのると一般的に言われている。

## 沿革
- 1600年代頃　- 五日市家は南部藩とのつながりが強く、長い間庄屋として村の代表的な存在で農業で生計を立てていた。
- 1910年（明治43年） - 日本ではじめてオカルトブームとなる。民間伝承をまとめた柳田國男の『遠野物語』が発表された。これをきっかけに座敷わらしの存在が全国に知られるようになる。五日市家の座敷わらしも注目されたが、地元に限られた。
- 1940年代 - 村の名主の曲り家に座敷わらしがいると当時から噂されており第二次世界大戦に徴兵された多くの若者が無事帰還を願い訪れる。
- 1947年（昭和22年） - 地元の大地主で大勢の下働きを雇い長らく農業を営んでいたが、農地改革により農地を手放す。
- 1950年（昭和25年） - 五日市家により創業。
- 1955年（昭和30年） - 五日市家により「緑風荘」開業。
- 1971年（昭和46年） - 作家の三浦哲郎が緑風荘の座敷わらしをテーマに児童小説『ユタとふしぎな仲間たち』を発表。のちに浅利慶太の演出で劇団四季が演劇に。1970年代のオカルトブームも重なり、全国に知られるようになる。
- 1980年代
  - 「怪奇現象」・「心霊現象」・「超常現象」をテーマとしたテレビ番組や雑誌で度々取り上げられる。1980年代は心霊写真、心霊映像のブームであり緑風荘の怪奇現象は大きく取り上げられていた。
  - この頃から芸能人の宿泊ラッシュとなる。
- 2002年（平成14年） - ウェブサイト開設。
- 2008年（平成20年） - 帰属団体により亀麿会設立。ネットアクセス増加に伴いサイトリニューアル。不思議体験を自由に書き込み交流できる掲示板など大幅に改編される。
- 2009年（平成21年）
  - 日本の文化や伝統、芸能、学校行事を世界に紹介しているKids Web Japanにて海外向けに座敷わらしが出る宿として紹介される。
  - 10月4日午後8時半頃に発生した火災により、中庭の座敷わらしを祀った祠を残して全焼[3]。
    - 読売新聞のウェブサイトによるとボイラー室が出火元の事故と発表された。宿泊客には24時間入浴を開放していたため、出火以前から掲示板などで深夜のボイラー室から出る異常音を指摘されていたが、メディアへの公式コメントでは、宿主は定期的なメンテナンスをしていて異常は無かったと発表している。
- 2010年（平成22年）
  - 焼け跡の源泉から足湯を建設し無料開放する。
  - 再建の募金・寄付が1千万円近く集まる。劇団四季も2014年「ユタと不思議な仲間たち」を上演したのが縁で100万円を寄付。
  - 新緑風荘再建計画がまとまる。
- 2011年（平成23年） - 株式会社 座敷わらしを設立(社名変更)。座敷わらしファンクラブのネーミングを変えて「緑風荘わらしファミリー真白乃会」を新たに発足。
- 2012年（平成24年） - 本家緑風荘が主催する真白乃会と考え方の相違から帰属団体の亀麿会が対立したため解散分離。一部の人達により私設的な有料会員制コミュニティーとしてファンクラブ的な活動を並行して継続。

- 2013年（平成25年） - 3年前に発表されていた新緑風荘再建計画を資金不足から白紙撤回。
- 2014年（平成26年） - ミュージックセキュリティーズにより少額投資ファンドとして個人投資家と地方銀行からさらに不足額を調達。
- 2015年（平成27年） - 新築費用を含む総事業費約3億円の調達が遅延していたが調達完了。9月28日に地鎮祭を行い10月に着工。
- 2016年（平成28年） - 4月1日からネット限定で予約の受付けが開始され、5月14日に営業再開。7月にはアニマル浜口一家が訪れ怪奇現象の番組で放映された。

## よくあるとされる不思議体験
- 槐の間に限らず、客室を撮影するとオーブが写ることが多いとされる。
- 客室に奉納されている玩具（槐の間に限らない）のうち、ぜんまいばねで動くものは、誰も触っていない（ぜんまいばねを巻いていない）にもかかわらず、夜中に勝手に動くことがあるとされる。
- 宿泊客が睡眠中金縛りにあう。髪を引っ張るなどいたずらをされる。深夜、廊下や枕元で走り回る足音が聞こえる。布団の上に乗ってくる。